# Demetrio
Demetrio o Dimitrio es un nombre propio masculino de origen griego. Proviene del griego antiguo Δημήτριος (Dêmếtrios), cuyo significado es perteneciente a Deméter/Dimítir, la diosa de la agricultura (Ceres para los romanos).

## Santoral
8 de octubre: San Demetrio, mártir en Sirmio (306).
22 de diciembre:  San Demetrio sufrió su martirio en Serbia a principios del siglo IV. Recibe el título de "megalomártir", que quiere decir "gran mártir", debido a su puesto militar, y es que San Demetrio desde muy joven logró un alto cargo en el ejército romano.

## Variantes
- Femenino: Deméter, Demetria
- Diminutivo: Demi.

| Variantes en otras lenguas | Variantes en otras lenguas |
| -------------------------- | -------------------------- |
| Español                    | Demetrio                   |
| Alemán                     | Demetrius                  |
| Asturiano                  | Demetriu                   |
| Bosnio                     | Demetrije                  |
| Búlgaro                    | Димитър (Dimităr)          |
| Catalán                    | Demetri                    |
| Checo                      | Demetrius                  |
| Corso                      | Demetriu                   |
| Croata                     | Demetrije                  |
| Danés                      | Demetrius                  |
| Eslovaco                   | Demeter                    |
| Esperanto                  | Zmitro                     |
| Euskera                    | Demetir                    |
| Finlandés                  | Demetrius                  |
| Francés                    | Dimitri                    |
| Griego                     | Δημήτριος (Dêmếtrios)      |
| Húngaro                    | Dömötör                    |
| Inglés                     | Demetrius                  |
| Italiano                   | Demetrio                   |
| Latín                      | Demetrius                  |
| Lituano                    | Demetrijus, Demetras       |
| Neerlandés                 | Demetrius                  |
| Noruego                    | Demetrius                  |
| Polaco                     | Demetriusz, Dymitr         |
| Portugués                  | Demétrio                   |
| Rumano                     | Dimitri, Dumitru           |
| Ruso                       | Дмитрий (Dmitrij)          |
| Sardo                      | Demètriu                   |
| Serbio                     | Деметрије (Demetrije)      |
| Sueco                      | Demetrius                  |
| Ucraniano                  | Деметрій (Demetrij)        |